# جنگل‌های کاج حاره‌ای لوزون
جنگل‌های کاج حاره‌ای لوزون (به لاتین: Luzon tropical pine forests) یک جنگل و منطقهٔ مسکونی در فیلیپین است.